# Arthur Cravan

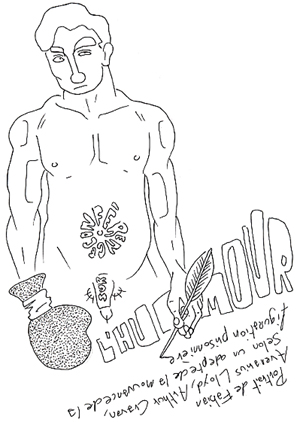
Portret van Arthur Cravan, door Jean-Paul-Louis Lespoir

Arthur Cravan, geboren als Fabian Avenarius Lloyd (Lausanne (Zwitserland), 22 mei 1887 - voor het laatst gezien in Salina Cruz (Mexico) in 1918, waar hij waarschijnlijk verdronken is) was een Britse bokser, Franstalig dichter, uitgever, oplichter etc.

## Levensloop
Cravan was de tweede zoon van Otho Holland Lloyd en Hélène Clara St. Clair. Hij groeide op in een zeer welvarend Engels gezin. De zuster van zijn vader was getrouwd met de dichter Oscar Wilde, zodat hij graag opgaf over het feit dat hij het neefje van de beroemde dichter was.
In 1913 richt hij het tijdschrift Maintenant op, een eenmanstijdschrift waarin hij graag de draak stak met vele bekende persoonlijkheden. Met deze aanvallen werd hij een voorbeeld voor de dadaïsten en surrealisten.
Naast de poëzie bekwaamde hij zich in het boksen, waarmee hij veel aandacht wist te trekken.

## Werken
- J'étais cigare: Maintenant, gevolgd door Fragments en een brief, Eric Losfeld, Paris, 1971
- Œuvres, Ivrea, 1992